# فرشته (فیلم ۲۰۰۷)
فرشته (انگلیسی: Angel) فیلمی به کارگردانی فرانسوا اوزون است که در سال ۲۰۰۷ منتشر شد.

## بازیگران
- رامالا گری
- سام نیل
- شارلوت رمپلینگ
- مایکل فاسبندر
- کریستوفر بنجامین
- لوسی راسل
- تریسا چرچر